# Sciurocheirus makandensis
Sciurocheirus makandensis (лат.) — примат семейства галаговые. Редкий и малоизученный вид. Обладает отличительным низким голосом. Тёмные кольца вокруг глаз шире, чем у родственных видов. Морда по бокам тёмного цвета, граничит со светлой полосой на лбу. Окрас в целом красновато-коричневый, за исключением тёмно-серой спины и хвоста. Брюхо и внутренние стороны конечностей более светлые. Уши очень большие. Половой диморфизм не выражен. Известен только по образцам из небольшого участка в центральном Габоне, где населяет низинный дождевой лес. Об образе жизни практически ничего не известно.